# آفتاب‌پرست‌های کوتوله
آفتاب‌پرست‌های کوتوله یا رامفولئون (Rhampholeon) سرده‌ای از آفتاب‌پرست‌های کوچک است که آفتاب‌پرست برگی آفریقایی هم نامیده می‌شود. آفتاب‌پرست‌های کوتوله در مرکز شرق آفریقا یافت می‌شوند و زیستگاه آن‌ها اندکی به سمت جمهوری دموکراتیک کنگو گسترش می‌یابد. 
آن‌ها در جنگل‌، درختزار، گرم‌دشت و توده درختی یافت می‌شوند و زیستگاه بیشتر گونه‌ها به ارتفاعات محدود است. این جانوران قهوه‌ای، خاکستری یا سبز هستند و معمولاً در سطوح پایین در بوته‌ها یا روی زمین در میان علف‌ها یا بستر برگ دیده می‌شوند.

## گونه‌ها
۱۹ گونه زیر معتبر شناخته شده‌اند.
- Rhampholeon acuminatus Mariaux & Tilbury، ۲۰۰۶ - آفتاب‌پرست کوتوله نگورو
- Rhampholeon beraduccii Mariaux & Tilbury, 2006 – آفتاب‌پرست کوتوله برادوچی، آفتاب‌پرست کوتوله ماهنگه
- Rhampholeon boulengeri Steindachner، ۱۹۱۱ - آفتاب‌پرست کوتوله بولانگر
- Rhampholeon bruessoworum Branch, Bayliss & Tolley, 2014 - آفتاب‌پرست کوتوله کوه ایناگو
- رامفولئون چاپمنوروم Tilbury, 1992 - آفتاب‌پرست کوتوله چپمنز
- Rhampholeon gorongosae Broadley 1971 - آفتابپرست کوتوله کوه گورونگوسا
- Rhampholeon hattinghi Tilbury & Tolley, 2015
- رامفولئون مارشالی بولنجر Boulenger 1906 - آفتاب‌پرست کوتوله مارشال، آفتاب‌پرست برگی مارشال، آفتاب‌پرست دم‌بریده مارشال
- Rhampholeon maspictus Branch, Bayliss & Tolley, 2014 - آفتاب‌پرست کوتوله کوه مابو
- Rhampholeon moyeri Menegon , Salvidio & Tilbury، ۲۰۰۲ – آفتاب‌پرست کوتوله مویر، آفتاب‌پرست کوتوله اودزونگوا
- Rhampholeon nchisiensis (Loveridge، ۱۹۵۳) - آفتاب‌پرست دم‌بریده آفریقای جنوبی، آفتاب‌پرست کوتوله انچیسی
- شعبه سحابی رامفولئون Branch, Bayliss & Tolley, 2014 - آفتاب‌پرست کوتوله کوه چیپرون
- Rhampholeon platyceps Günther، ۱۸۹۳ - آفتاب‌پرست کوتوله کوه مولانجه، آفتاب‌پرست دم‌بریده مالاوی
- طیف رامفولئون (بوخهولز، ۱۸۷۴) - آفتاب‌پرست طیفی کوتوله، آفتاب‌پرست کوتوله غربی، آفتاب‌پرست دم‌بریده کامرون
- رامفولئون اسپینوسوس (Matschie، ۱۸۹۲) - آفتاب‌پرست کوتوله دماغ روزت
- رامفولئون تمپورالیس (Matschie, 1892) - آفتاب‌پرست دم کنده Usambara، آفتاب‌پرست کوتوله اوسامبارای شرقی
- Rhampholeon tilburyi Branch, Bayliss & Tolley, 2014 – Mount Namuli Pygmy Chameleon
- Rhampholeon uluguruensis Tilbury & Emmrich، ۱۹۹۶ - آفتاب‌پرست کوتوله اولوگورو
- Rhampholeon viridis Mariaux & Tilbury, 2006 - آفتاب‌پرست کوتوله سبز

نکته: نام علمی دو جمله‌ای در پرانتز نشان می‌دهد که این گونه در ابتدا در جنس دیگری غیر از رامفولئون توصیف شده‌است.